# Наратайское сельское поселение (Куйтунский район)
Наратайское сельское поселение или Наратайское муниципальное образование — упразднённое муниципальное образование со статусом сельского поселения в Куйтунском районе Иркутской области России. 
Административный центр — Наратай.
Упразднено в июне 2018 года, а его территория включена в Новотельбинское муниципальное образование.

## Население
| 2010 | 2011 | 2012 | 2013 | 2014 | 2015 | 2016 |
| ---- | ---- | ---- | ---- | ---- | ---- | ---- |
| 262  | ↘261 | ↘244 | ↘241 | ↘232 | →232 | ↘207 |
| 2017 |      |      |      |      |      |      |
| ↘185 |      |      |      |      |      |      |

По результатам Всероссийской переписи населения 2010 года численность населения муниципального образования составила 262 человека, в том числе 143 мужчины и 119 женщин.

## Населенные пункты
В состав муниципального образования входили населённые пункты:
- Наратай
- Зобинский